# Gioi
Gioi is een gemeente in de Italiaanse provincie Salerno (regio Campanië) en telt 1450 inwoners (31-12-2004). De oppervlakte bedraagt 28,0 km², de bevolkingsdichtheid is 52 inwoners per km².
De volgende frazioni maken deel uit van de gemeente: Cardile.

## Demografie
Gioi telt ongeveer 577 huishoudens. Het aantal inwoners daalde in de periode 1991-2001 met 13,7% volgens cijfers uit de tienjaarlijkse volkstellingen van ISTAT.
| Jaar | Inwoneraantal |
| ---- | ------------- |
| 1991 | 1697          |
| 2001 | 1465          |

## Geografie
De gemeente ligt op ongeveer 684 m boven zeeniveau.
Gioi grenst aan de volgende gemeenten: Campora, Moio della Civitella, Orria, Salento, Stio, Vallo della Lucania.